# 本生反應
本生反應（英語：Bunsen Reaction）是一個使水、二氧化硫和碘互相混合並產生無機硫酸及碘化氫的化學反應，以德國化學家羅伯特·威廉·本生命名。他是硫-碘循環（一個用來產生氫氣之化學循環）的第一步，並常在120°C高溫中進行。該反應的化學反應方程式如下：
2H2O + SO2 + I2 → H2SO4 + 2HI
另外，與這個反應相近的化學反應有卡爾·費休滴定法（英語：Karl Fischer titration）。